# Enhörna distrikt
Enhörna distrikt är ett distrikt i Södertälje kommun och Stockholms län. 
Distriktet ligger nordväst om Södertälje.

## Tidigare administrativ tillhörighet
Distriktet inrättades 2016 och utgörs av en del av området Södertälje stad omfattade till 1971, delen som före 1967 utgjorde socknarna Ytterenhörna och Överenhörna.
Området motsvarar den omfattning Enhörna församling hade vid årsskiftet 1999/2000 och som den fick 1948 när socknarnas församlingar gick samman.